# George Augustus Graham

Captain George A. Graham

George Augustus Graham (* 6. August 1833 in Bath; † 21. Oktober 1909 in Rednock House in Dursley, Gloucestershire), besser bekannt als Captain Graham, war ein britischer Kynologe, der ab 1862 die Rasse des Irischen Wolfshundes neu belebte und eine systematische Zucht etablierte. Alle heute lebenden Irischen Wolfshunde stammen von Tieren aus seiner Zucht ab.

## Leben
Graham stammte aus einer schottischen Offiziersfamilie und trat nach seiner Schulzeit im Cheltenham College 1852 in die britische Armee ein, in der er den Rang eines Captains erreichte. Er war während seiner Dienstzeit mit der 28th Native Infantry in Indien stationiert und nahm auf britischer Seite unter anderem an der Niederwerfung des Sepoy-Aufstands teil. 1859 quittierte er den Dienst, kehrte nach Europa zurück und erwarb 1862 in Dursley das Oaklands House, das er nach dem schottischen Stammsitz seiner Familie in Rednock House umbenannte.

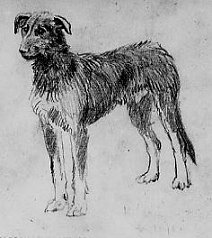
Zeichnung aus Capt. Grahams Zuchtnotizen

Nach seiner Rückkehr nach Europa interessierte sich Graham zunächst für den Deerhound, entwickelte darüber aber bald Interesse am Irischen Wolfshund, in dem er einen engen Verwandten des Deerhounds erkannte. Basierend auf dem Studium der damals verfügbaren Quellen kam er zum Schluss, dass die Rasse als solche zwar ausgestorben sei, dass allerdings noch genügend genetisches Material vorhanden sei, um eine Rückzüchtung zu ermöglichen. Zu diesem Zweck suchte er in Irland Hunde, die seiner Vorstellung des Irish Wolfhound möglichst ähnelten, und kreuzte diese mit schweren Deerhounds aus der Glengarry-Linie sowie mit (damals wesentlich schwerer gebauten) Doggen (Great Danes), Barsois und anderen Hunden. Diese Zuchtbemühungen führten 1885 zur Gründung des britischen Irish Wolfhound Club, der unter Grahams Vorsitz einen Rassestandard erarbeitete, der im Wesentlichen bis heute besteht.

## Rezeption
An der Rednock Comprehensive School, die heute an der Stelle von Rednock House steht, wurde anlässlich seines hundertsten Todesjahrs 2009 eine Gedenktafel für Captain Graham enthüllt. Gleichzeitig wurde auch sein mit Spenden aus aller Welt restauriertes Grab auf dem Friedhof von Dursley neu geweiht.

## Veröffentlichungen
- The Irish Wolfhound. Dursley 1879. Neuauflagen 1885 (überarbeitet), 1939, 1971, 2005 (1939 und 1971 zusammen mit Edmund Hogans The Irish Wolfdog)
- Pedigrees of Scottish Deerhounds. Dursley 1894, Neuauflage 1990
- Irish Wolfhound Pedigrees 1859-1906. Posthum publiziert 1959, Neuauflage 1980